# 韩匡嗣
韓匡嗣（918年—983年），玉田人，辽朝政治人物。

## 生平
善医术，在长乐宫任职，辽太祖皇后述律平视之犹子。辽穆宗时，韩匡嗣为太祖庙详稳，与耶律贤为友。耶律贤即位为辽景宗，任命韩匡嗣为始平军节度使，历任上京留守、南京留守、摄枢密使、西南面招讨使，晋昌军节度使等，封燕王、秦王，号尚父。死后追赠尚书令。1995年于赤峰市巴林左旗发现《韩匡嗣墓志》。

## 家族
父韩知古，为第三子。
韓匡嗣有九子七女，《契丹國志》記載隆運（耶律隆運，即韓德讓）兄弟九人，緣翼戴恩，超授官爵，皆封王，但這與《遼史》記載差異過大，首先韓德讓兄弟真正在史書上留下記載的僅有五人，其餘四人應是早逝，而真正封王的確實只有韓德讓一人。
1. 始平军节度使、太尉韩德源
2. 枢密使、太师兼侍中韩德让
3. 左监门卫将军、司徒韩德庆
4. 毡毯使、左散骑常侍韩德彰
5. 西南面招讨使兼五押、彰武军节度使、太师韩德威
6. 户部使、威胜军节度使、太尉韩德冲（韓德崇）
7. 右神武大将军、太尉韩德颙（韩德凝，統和二十八年聖宗賜名耶律隆祐）
8. 韩德晟
9. 卢龙军节度使韩德昌
10. 韓氏（蕭猥因妻）女兒蕭菩薩哥
11. 韓氏（耿紹紀妻）
12. 韓氏（蕭罕妻）